# Fundación Sanatorio Adaro

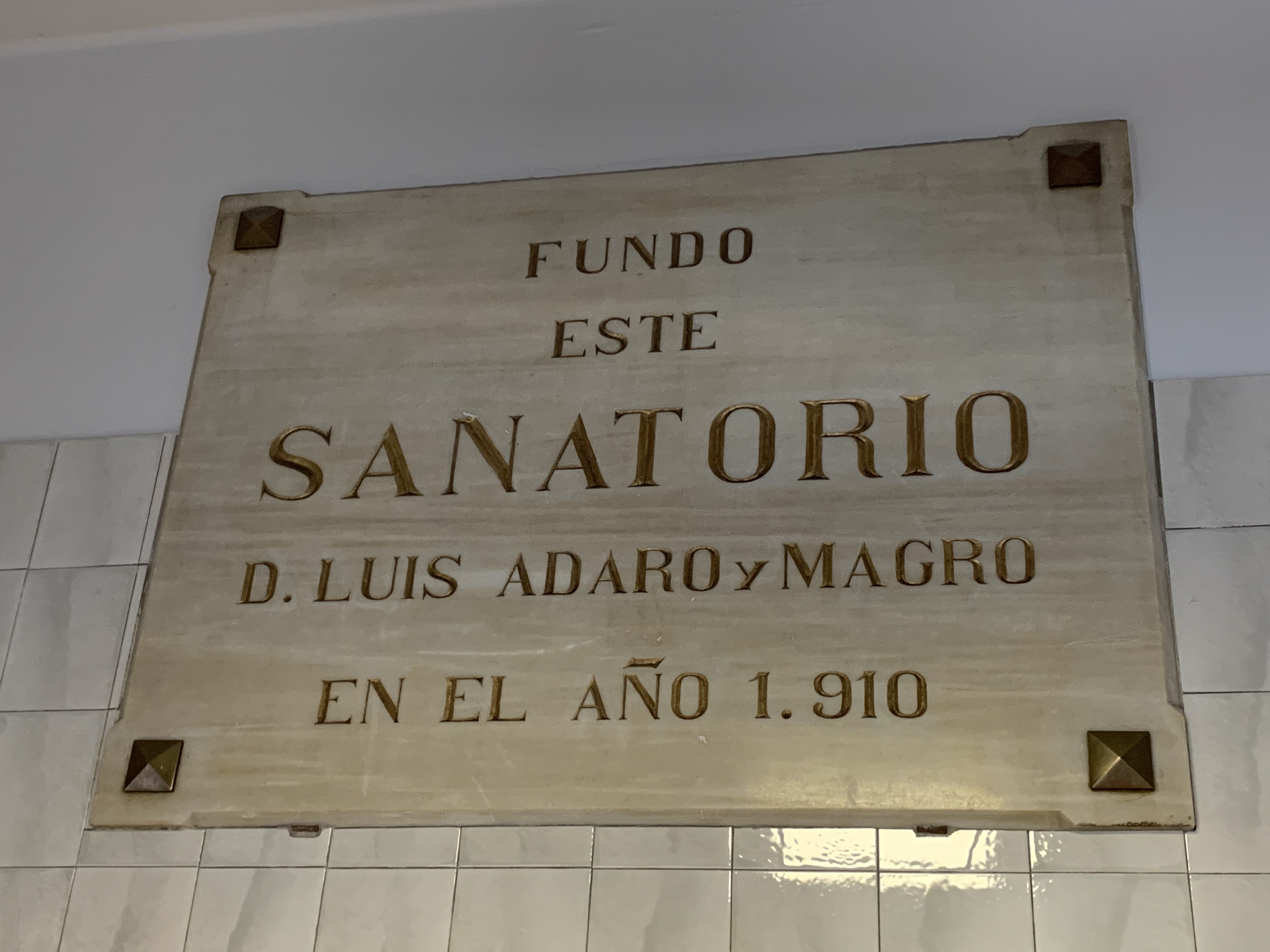
Placa conmemorativa de su fundación

La Fundación Sanatorio Adaro, conocido como Sanatorio Adaro, es un centro sanitario concertado ubicado en Sama, en el municipio asturiano de Langreo (España).

## Historia
En 1910 la empresa langreana Duro Felguera, propietaria de la Fábrica de La Felguera en la villa vecina y de numerosas minas de carbón en el Valle del Nalón, inicia la construcción de un hospital para atender a la población del valle junto al río Nalón, especializándose en 1929 en la atención a mineros. Se inaugura en febrero de 1914 y unos años después recibe el nombre de su impulsor, Luis Adaro y Magro. En 1952 se constituye en la Mancomunidad Sanitaria de Empresas. Especial relevancia a nivel nacional consiguió gracias a los avances en rehabilitación de mineros accidentados, con los trabajos de, entre otros, el doctor Vicente Vallina en materia de fracturas, que lo convirtieron en una referencia a nivel nacional en la atención a obreros.
De los edificios originales sólo se conserva la capilla, puesto que el actual inmueble es fruto de sucesivas ampliaciones a lo largo del siglo XX.

## Presente
En 1996 se funda la Sociedad Benéfico-asistencial sin ánimo de lucro Fundación Adaro. El centro, de titularidad concertada, alberga dependencias auxiliares del Hospital público Valle del Nalón de Langreo. Cuenta también con una residencia geriátrica y sigue siendo referencia en la atención en accidentes laborales.
En 2014 celebró su centenario a través de diversos actos, fruto de la importancia histórica e institucional que ha adquirido en sanatorio a lo largo de varias décadas.